# Talpoș
Talpoș – wieś w Rumunii, w okręgu Bihor, w gminie Batăr. W 2011 roku liczyła 1719
mieszkańców.